# Cal Ferrer Pagès (Canet d'Adri)
Cal Ferrer Pagès és una masia de Canet d'Adri (Gironès) protegida com a bé cultural d'interès local.

## Descripció
És una masia de planta rectangular, de planta baixa, pis i golfes. Les restes d'un portal indiquen que la masia era al voltant d'un pati tancat, amb la inscripció: "Possessors de esta casa ricordavos dels pasats Juan Armengol junt ap Esteva nob fill ne fecit lo dia 6 de desembre de lo any 1793" a la llinda. Està coberta de teula àrab a dues vessants amb un ràfec de doble filera, de rajols i teules. Les parets de pedra, deixant vistos els carreus que emmarquen les obertures i les cantonades. S'hi accedeix per porta amb llinda d'una llosa plana i brancals de pedra amb la inscripció "Juan Armengol me fesit al dia 30 setembre de l'any 1866". Les finestres amb llinda, l'ampit i els brancals de pedra i en una hi ha la inscripció "Restaurada any 1910-1914. Familia Armengol". A la part posterior, hi ha localitzat un cos annexa d'una planta, parets d'obra i coberta d'uralita, a mode de porxo. A un lateral, també hi ha un altre cos d'una sola planta, amb coberta d'uralita a una sola vessant.